# Академічний камерний оркестр Рівненської обласної філармонії

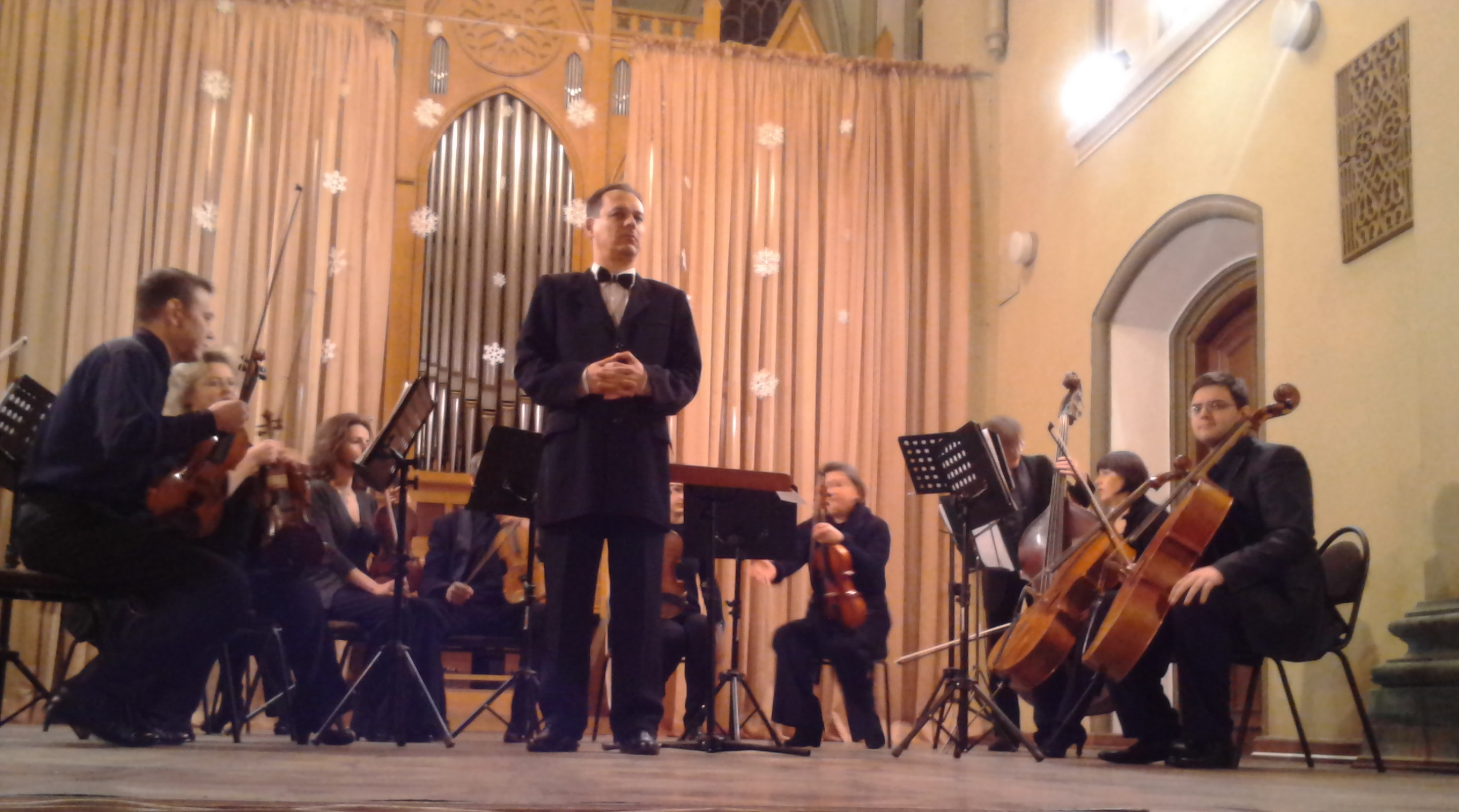
Академічний камерний оркестр Рівненської обласної філармонії

Академічний камерний оркестр Рівненської обласної філармонії — штатний колектив Рівненської обласної філармонії. 

## Історія

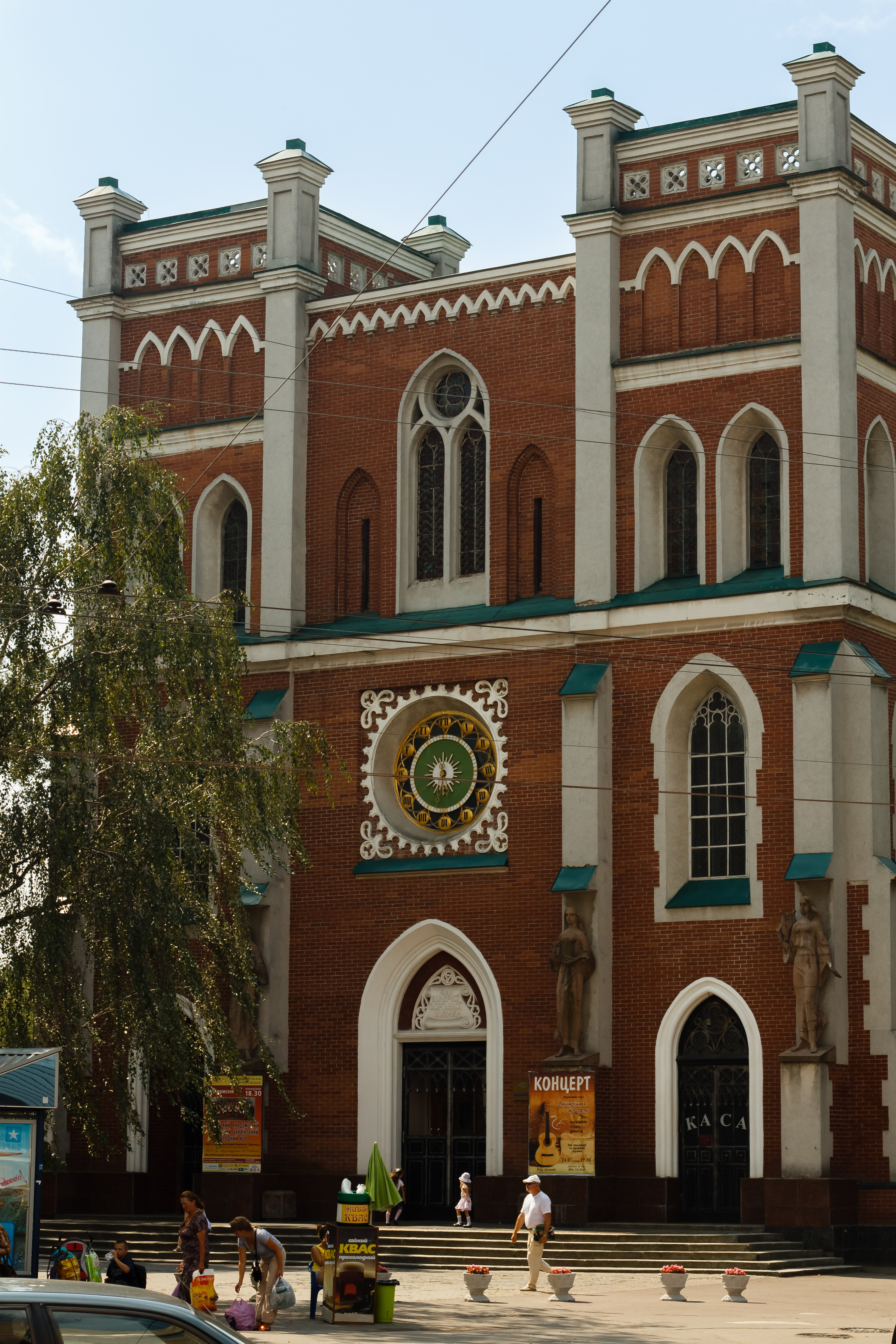
Будинок камерної та органної музики Рівненської обласної філармонії, базовий майданчик оркестру

Камерний оркестр Рівненської обласної філармонії заснований у 1975 році. Першим диригентом і художнім керівником був народний артист України Богдан Депо, який керував колективом до 1992 року. Під орудою Депо оркестр мав гастролі в Україні, Росії та Білорусі, став переможцем Першого національного конкурсу камерних оркестрів (1978) та лауреатом Всесоюзного огляду оркестрів (1980).
У 1993 році оркестр під керівництвом Іллі Куцого гастролював у Німеччині. Після цих гастролей колектив був занесений до всесвітнього каталогу «Musical American International Directory of the Performing Arts». 
З колективом співпрацювали видатні солісти та диригенти Болгарії, Росії, Франції, Німеччини, Канади та США, а також народні артисти України Б.Которович, Л.Шутко, Д.Гнатюк, О.Криса, народні артисти Росії М.Раков, О.Насєдкін.
У 1998 оркестр очолив диригент Петро Товстуха. З 2012 року оркестром керує Сергій Хоровець. З жовтня 2014 року — художній керівник і диригент оркестру Ольга Трофимчук.
З 2015 до 2017 року оркестром керував Сергій Черняк.
У серпні 2017 року Головним диригентом обрано Юрія Скрипника.

## Зовнішні посилання
- Офіційна сторінка Рівненської обласної філармонії